# Helmut Pichler (Chemiker)
Helmut Pichler (* 13. Juli 1904 in Hinterbrühl; † 13. Oktober 1974 in Karlsruhe) war ein österreichisch-deutscher Chemiker. Er leistete bedeutende Beiträge im Bereich der Technischen Chemie, insbesondere der Kohlechemie.

## Leben

### Frühe Jahre
Helmut Pichler kam 1904 in Hinterbrühl bei Wien als Sohn des Bankangestellten Rudolf Pichler und seiner Ehefrau Martha Pichler geb. Ritter zur Welt. 1923 begann er ein Chemiestudium in Wien. Seine Doktorarbeit machte er ab 1927 in Deutschland am Kaiser-Wilhelm-Institut für Kohlenforschung in Mülheim an der Ruhr bei Franz Fischer. Mit seiner Arbeit Über die Synthese von Kohlenwasserstoffen wurde er 1929 in Wien promoviert.

### Nach der Promotion: Kaiser-Wilhelm-Institut für Kohlenforschung
Nach der Promotion blieb Pichler einige Jahre am KWI für Kohlenforschung, wo er zunächst eine Assistentenstelle innehatte. Zum 1. Mai 1933 trat er in die NSDAP ein (Mitgliedsnummer 2.788.553) und schloss sich im selben Jahr der SA an, 1934 wurde er deutscher Staatsbürger. Nachdem Otto Roelen das Institut im Oktober 1934 verlassen hatte, leitete Pichler die Versuchsanlage zur technisch-industriellen Implementierung der Fischer-Tropsch-Synthese. 1936 wurde er Abteilungsleiter an seinem Institut. 
Eine von Pichler an der Universität Münster angestrebte Habilitation wurde ihm trotz NSDAP- und SA-Eintritt und der Einbürgerung aus politischen, aber auch fachlichen Gründen – sein Arbeitsgebiet war demjenigen Fischers zu nahe – verwehrt. Eine Berufung Pichlers an die Deutsche Technische Hochschule Prag 1942 wurde von Fischer verhindert. Dessen Versuche, Pichler zu seinem Nachfolger als Leiter des Instituts für Kohlenforschung zu machen, schlugen indessen fehl. Auch gelang es Fischer nicht, Pichler als wissenschaftliches Mitglied der Kaiser-Wilhelm-Gesellschaft berufen zu lassen oder ihm eine Honorarprofessur zu vermitteln.

### Nach dem Zweiten Weltkrieg
1946 siedelte Helmut Pichler in die Vereinigten Staaten über, wo er als Berater für das amerikanische Verteidigungsministerium und das United States Bureau of Mines, die maßgebliche US-Behörde für Forschung zur Förderung und Verwertung von Bodenschätzen, tätig war.
Pichler wurde Auswärtiges Wissenschaftliches Mitglied des von Karl Ziegler geleiteten Max-Planck-Instituts für Kohlenforschung, des ehemaligen Kaiser-Wilhelm-Instituts.
1956 kehrte er nach Deutschland zurück, wo er an der Technischen Hochschule Karlsruhe als Nachfolger von Ernst Terres die Professur für Gastechnik und Brennstoffverwertung übernahm.
Ebenfalls war er nach dem Krieg Berater der südafrikanischen Unternehmens Sasol, das den Fischer-Tropsch-Prozess einsetzte.

### Familie
1934 heiratete Helmut Pichler die 1903 geborene Luise Maria Kleinen, Tochter des Wirtschaftsprüfers Hermann Kleinen und dessen Frau Anna Schmitz. Pichler und seine Frau hatten einen Sohn und zwei Töchter.

## Leistungen
Bereits während seiner Doktorarbeit hatte Pichler 1928 gemeinsam mit Fischer ein Verfahren zur Synthese von Benzol aus Methan entwickelt. 1930 kam die partielle Verbrennung von Methan zu Acetylen hinzu. Diese Verfahren erreichten jedoch wegen der Weltwirtschaftskrise und wegen neuer Funde von Mineralöllagerstätten nicht die industrielle Bedeutung, die ihnen zunächst beigemessen wurde.
Mitte der 1930er Jahre entwickelte Pichler, wiederum zusammen mit Fischer, die Mitteldrucksynthese zur Herstellung höherer Kohlenwasserstoffe bei Drücken von 5 bis 20 bar mit dem Fischer-Tropsch-Verfahren. In dem nach Autarkie im Bereich der Herstellung von Kraftstoffen strebenden NS-Staat wurde die Mitteldrucksynthese in die industrielle Anwendung überführt, noch bevor das Verfahren voll ausgereift war. 1938 entwickelte Pichler die Synthese hochmolekularer Paraffinkohlenwasserstoffe an Ruthenium-Katalysatoren, 1941 mit Karl-Heinz Ziesecke die Synthese verzweigter Kohlenwasserstoffe an oxidischen Katalysatoren unter hohem Druck, die sogenannte Iso-Synthese.
Während seiner Tätigkeit in den USA war er beteiligt an der Einführung einer Variante der Fischer-Tropsch-Synthese auf Erdgas-Basis, dem sogenannten Hydrocol-Prozess, in einer industriellen Anlage in Brownsville (Texas).
In Karlsruhe richtete er nach dem Antritt seiner Professur das neue Institut für Gastechnik, Feuerungstechnik und Wasserchemie ein, das 1962 bezugsfertig war. Ebenso war Pichler maßgeblich beteiligt an der Gründung der Fakultät für Chemieingenieurwesen. Unter seiner Leitung wurden dort zahlreiche anwendungsbezogene Themen rund um Kohlenwasserstoffe bearbeitet, so deren Synthese und Spaltung, die Kohleveredlung, Mineralölveredlung, die Produktion von Stadtgas oder auch die Gaschromatographie.

## Mitgliedschaften, Ehrungen und Auszeichnungen
1944 wurde Pichler das Kriegsverdienstkreuz 2. Klasse verliehen.
Im Jahr 1969 verlieh die Deutsche Wissenschaftliche Gesellschaft für Erdöl, Erdgas und Kohle (DGMK) Helmut Pichler die Carl-Engler-Medaille. Ein Jahr später erhielt er die Bunsen-Pettenkofer-Ehrentafel des Deutschen Vereins des Gas- und Wasserfaches (DVGW). Ebenfalls 1970 verlieh ihm die Universität Potchefstroom in Südafrika die Ehrendoktorwürde.